# Сироло
Сироло (итал. Sirolo) насеље је у Италији у округу Анкона, региону Марке.
Према процени из 2011. у насељу је живело 2545 становника. Насеље се налази на надморској висини од 97 м.

## Становништво
| 1936. | 1951. | 1961. | 1971. | 1981. | 1991. | 2001. | 2011. |
| ----- | ----- | ----- | ----- | ----- | ----- | ----- | ----- |
| 2.618 | 2.949 | 3.028 | 3.079 | 2.988 | 3.104 | 3.313 | 3.856 |

## Партнерски градови
- Санта Моника